# Irulan Corrino
Irulan Corrino es un personaje de la saga de novelas de Dune, escritas por Frank Herbert.
Su Alteza Imperial la Princesa Irulan Corrino es la mayor de las cinco hijas del Emperador Shaddam IV y de la esposa de este, Lady (Señora) Anirul Corrino; el padre de Irulan es el Emperador del Universo Conocido, y como tal es el máximo gobernante de toda la Humanidad, y es el 81 Emperador de la Casa Corrino.
Irulan nació en el año 10162 A.G. (A.G. significa After Guild, es decir, Después de la Cofradía; en referencia a la Cofradía Espacial) y creció en el planeta Kaitain donde se ubicaba la corte de su padre y por lo tanto la capital del Imperio. Desde niña fue testigo de las intrigas palaciegas y de las conspiraciones políticas que se tejían desde el Trono Imperial y a su alrededor.
De acuerdo a la descripción física ofrecida en la saga de Dune, Irulan es una mujer de gran belleza; ella es alta, tiene un cuerpo seductor, el cabello rubio-platino, los ojos verde-jade brillantes y un "rostro de belleza patricia, clásico en su altivez" (usando palabras literales de la novela). Varias veces se menciona que tiene un gran atractivo sexual; y su belleza está resaltada por su impecable elegancia a la hora de vestir. Además, es una mujer muy inteligente, refinada y culta; con un gran talento como escritora y sobre todo como historiadora y/o cronista. Como contrapartida, es algo arrogante (sobre todo al comienzo de la historia) y a veces se deja afectar por arrebatos emocionales (defectos graves en una aprendiz de Bene Gesserit).
Por haber crecido en la corrupta y decadente corte de los Corrino, y por su propia educación como Princesa Imperial, Irulan posee un agudo sentido de análisis para la política y un buen olfato para las intrigas; es una hábil observadora de los acontecimientos y sabe interpretarlos en su justa dimensión.
También Irulan recibió la formación de una miembro de la orden Bene Gesserit; aunque su falta de disciplina y de verdadera entrega no le permitieron desarrollar al máximo sus poderes y habilidades. Nunca llegó a experimenta la agonía de la especia, por lo que nunca se convirtió en una Reverenda Madre Bene Gesserit.
Irulan tenía un fuerte sentido de identidad y anteponía sus propios deseos y aspiraciones a cualquier otra cosa; por eso se resistía a ser manipulada por las Bene Gesserit y a servir a los intereses colectivos de la orden por encima de su propio interés.

## Caída del Imperio Corrino y unión con Paul Atreides
En la primera novela de la saga Dune, la que se llama precisamente "Dune"; Irulan casi no tiene participación porque aparece solo al final.
Irulan acompaña a su padre al planeta Arrakis (también conocido como Dune) cuando este intenta dominar la rebelión de los Fremen encabezados por el misterioso caudillo Muad'Dib. Pero luego de la Batalla de Arrakeen, en la que los ejércitos del padre de Irulan sufren una aplastante y decisiva derrota, la princesa y el Emperador quedan prisioneros de las fuerzas rebeldes junto a toda su comitiva.
Entonces se revela que Muad'Dib no es otro que Paul Atreides que había sobrevivido al intento de asesinarlo urdido por el Emperador Shaddam y el barón Vladimir Harkonnen, pero en el que sí había muerto el padre de Paul, el duque Leto Atreides.
Como parte de las condiciones del acuerdo de paz que Paul impuso con el chantaje de destruir toda la Melange del Universo sí no se aceptaban sus demandas; él exigió casarse con Irulan.
Al contraer matrimonio con Irulan, Paul Atreides quería legitimar de alguna manera su ascenso al trono como nuevo Emperador; algo que había conseguido por la fuerza de las armas en una Revolución victoriosa. Ese intento de legitimar su reinado iba dirigido sobre todo a las Grandes Casas y a la legalidad vigente; y servía de excusa para no ser acusado de despojar por completo a la Casa Corrino de sus derechos dinásticos luego de haber obligado al padre de Irulan, Shaddam, a abdicar a la corona.
La primera vez en su vida que Irulan vio a Paul fue precisamente en el momento en que este le dictaba al padre de Irulan y a ella misma los términos de la rendición después de la Batalla de Arrekeen; los términos por los cuales el padre de ella perdía el poder y era condenado a un exilio de por vida. A pesar de eso, Irulan recibió con cierto entusiasmo la imposición de casarse con Paul; ya que evidentemente sintió admiración y gusto por él a primera vista. Además que la idea de convertirse en la consorte del nuevo Emperador y procrear con él a los herederos de una nueva dinastía imperial satisfacía su ambición personal. Y por otro lado, la relación de Irulan con su padre Shaddam era relativamente fría y distante. Sin embargo, las esperanzas de Irulan pronto se vieron defraudadas.

## Humillación y revancha de la princesa
Luego de contraer matrimonio, Paul se negó a tener relaciones sexuales con Irulan; dejando claro que ni siquiera compartirían el mismo dormitorio. Además Paul siguió viviendo con su concubina fremen, Chani; y es a ella a quien se le da el trato reservado a la esposa del Emperador.
Paul tenía varias razones para su conducta; por una parte no podía olvidar que Irulan era la hija del asesino de su padre, y su presencia le recordaba la traición y el crimen de Shaddam. Además, las tropas Sardukar de Shaddam habían asesinado al primer hijo del caudillo rebelde Muad'Dib durante la guerra (siendo apenas un niño) cuando aún no se sabía que Muad'Dib y Paul eran la misma persona; por lo que el padre de Irulan también era indirectamente el responsable de la muerte del hijo de Paul. Por otro lado, Paul amaba a Chani, que era la única mujer en su vida; y deseaba serle fiel. Y por último, Paul sabía que Irulan deseaba más que nada quedar embarazada de él para ser la madre del heredero real; pero él también sabía que unos hijos suyos con Irulan serían usados por la Bene Gesserit para adueñarse del poder y desviar a la Humanidad del curso que le había trazado el propio Paul.
Como consecuencia, Irulan fue humillada al negársele el lugar que le correspondía. Paul no le dio el título de Emperatriz consorte, así que Irulan siguió siendo Princesa (solo que princesa consorte); y no tardo mucho en dejar claro que los herederos al trono imperial serían los hijos que pudiera tener con su concubina Chani. Con esto Paul también terminaba de despojar a la Casa Corrino de cualquier vestigio de sus derechos dinásticos, ya que los herederos no tendrían una gota de sangre Corrino; y el hecho de que Paul fuera la única fuente de los derechos a la corona significaba que la nueva dinastía reinante era los Atreides y no los Corrino.
La relación personal de Paul con Irulan era compleja y contradictoria. Su trato hacia ella era relativamente correcto y cortés, aunque muchas veces lleno de frialdad e indiferencia; y en ocasiones de tensión no dudaba en mostrarle cierta hostilidad y desdén. Pero en el fondo Paul sentía algo de simpatía por ella; y también lástima por el triste papel que la necesidad política le hacía desempeñar a Irulan. Además Paul apreciaba la valía de Irulan como una observadora política inteligente y más o menos objetiva, que de vez en cuando no dudaba en soltarle verdades que otros callaban por amor a él o por servilismo. En una discusión entre ambos, Paul llegó a decirle a Irulan que la autorizaba a tener amantes y serle infiel, siempre que lo hiciera con discreción y no saliera embarazada. Paul lo hizo en parte por piedad a Irulan, porque no veía justo que ella tuviera que renunciar al sexo y al amor por vivir una farsa de matrimonio con él; pero el hecho también demostraba que no sentía el más mínimo interés por ella como mujer. Irulan no aceptó la oferta de todas maneras.
La situación de la Princesa era peor porque vivía en una corte (la nueva corte imperial de Paul en Arrakis) donde estaba rodeada de hombres y mujeres que habían luchado en la guerra para derrocar a Shaddam, el padre de Irulan, y que no podían verla con buenos ojos. Se desconfiaba de ella como una posible espía de los Corrino; y aunque Paul no le negaba ningún lujo o capricho, llevando el nivel de vida de una consorte imperial, era prácticamente cautiva en una "jaula de oro".
Por otro lado, por razones de conveniencia, Irulan era miembro del Consejo Imperial de Paul (un órgano que era una mezcla de Consejo de Ministros, Consejo de Estado y órgano legislativo consultivo); pero la última palabra en aquella Monarquía Absoluta la tenía Paul y él prefería escuchar a otros miembros del Consejo como su hermana Alia Atreides (que despreciaba a Irulan). Irulan ejercía las funciones de Secretaria General del Consejo Imperial y por eso llevaba las actas de sus sesiones y ponía por escrito sus dictámenes y resoluciones. Sin embargo, la verdadera mujer de Paul, Chani; también formaba parte del Consejo con plenos derechos y obviamente su voz era más escuchada por Paul que la de ella.
Todas las audiencias importantes de Paul como Emperador contaban con la presencia de Irulan y Chani; algo que resaltaba la importancia de Chani en la corte (aunque mostraba también que Irulan no era dejada de lado).
La situación se agravaba porque en el fondo Irulan se enamoró de Paul, y su condición de mujer despechada no hacía sino aumentar su resentimiento contra su esposo legal y la familia de este.
En esta situación transcurrieron los doce años que separan la acción de la primera novela de la acción de la segunda novela; es decir, entre "Dune" y El Mesías de Dune.
En "Mesías de Dune" Irulan tiene un papel más destacado que en la primera novela; llena de resentimiento la Princesa participa en una conspiración junto con la Bene Gesserit, la Cofradía Espacial, los Bene Tleilax y rebeldes Fremen cuyo objetivo final es asesinar o incapacitar a Paul y derrocar a su régimen. Irulan se pone a las órdenes de las dirigentes de la Bene Gesserit y colabora con los planes de la hermandad para así realizar su revancha contra Paul.
Pero se descubre que Irulan ha estado administrando en secreto anticonceptivos poderosos y peligrosos a Chani para evitar que esta quede embarazada de Paul desde hace doce años (los mismos que Chani e Irulan llevan conviviendo en la corte); lo que hace que Chani piense en asesinar a Irulan con sus propias manos como venganza (con un cuchillo, al estilo fremen), aunque Paul convence a Chani para que no lo haga (en el fondo Paul sabe que al retrasar el momento en que Chani quede embarazada, Irulan sin quererlo ni saberlo ha prolongado la vida de su rival, ya que Chani morirá al dar a luz). Chani inicia una dieta fremen especial para revertir los resultados del envenenamiento anticonceptivo de Irulan.
Irulan recibe órdenes de la Bene Gesserit de hacer abortar a Chani si queda embarazada, pero la Princesa vacila en cumplir la orden por miedo.
En el transcurso de la novela, Paul propone a la máxima líder de la Bene Gesserit un acuerdo para salvar la vida de Chani de cualquier complot en su contra; a cambio de la vida de Chani, Paul está dispuesto a donar su esperma para que Irulan sea embarazada mediante inseminación artificial. La propuesta va en contra de lo que desea la Bene Gesserit, porque de acuerdo a las normas religiosas y los prejuicios sociales del Imperio la inseminación artificial es vista como algo "impuro" e incluso un sacrilegio; por lo tanto un hijo procreado de esta forma y no por medio de un acto sexual, no tendría derecho a la corona. Además Paul agrega otras condiciones, como que de ser aceptada la propuesta y antes de que Irulan quede embarazada, él la repudiaría como esposa; disuelto el vínculo conyugal entre ellos, Paul posteriormente proclamaría que cualquier hijo de Irulan no sería suyo. Al desconocer oficialmente a ese potencial hijo, Paul le terminaría de cerrar las puertas de la sucesión imperial. La única ventaja que sacaría la Bene Gesserit del acuerdo (aunque una ventaja muy importante) sería poder contar con el codiciado material genético de Paul para sus programas de cruce genético con los que desea controlar los destinos de la Humanidad. Aunque la Bene Gesserit ofrece estudiar la propuesta, finalmente esta nunca sería llevada a cabo. 
Al final de la segunda novela, luego de la muerte de Chani al dar a luz a los gemelos Leto II y Ghanima, y de que Paul tuviera que internarse solo en el desierto luego de perder la vista como resultado de un atentado de los conspiradores en su contra (cumpliendo las leyes fremen que decían que los ciegos debían ser abandonados en el desierto para que encontrasen la muerte); Irulan sufre una crisis de remordimientos ya que descubre el profundo amor que sentía por Paul a pesar de todo, y se siente culpable por el trágico final del hombre que amaba. Por eso jura expiar su culpa convirtiéndose en la "madre adoptiva" de los hijos de Paul y Chani y encargándose por lo tanto de la crianza y educación de los dos huérfanos; y también reniega de la hermandad Bene Gesserit.
Irulan se salva de ser asesinada, a diferencia de los otros cabecillas de la conspiración; Alia Atreides, la hermana de Paul y nueva gobernante del Imperio, dice entonces que no ordenó la muerte de Irulan como un último favor a su hermano. Por lo que se deduce que antes de internarse en el desierto Paul pidió que no se le hiciera daño alguno a Irulan.

## Irulan, "madre" de la nueva generación de Atreides.
En la tercera novela de la saga Dune, Hijos de Dune o Children of Dune; Irulan vuelve a tener un papel más o menos destacado.
Durante los nueve años transcurridos entre "El Mesías de Dune" e "Hijos de Dune", Irulan se ha dedicado en cuerpo y alma a criar a los hijos de Paul y Chani (y herederos de la corona) como sí fueran sus propios hijos. Aunque Leto II y Ghanima no son niños como cualquier otros ya que al igual que su tía Alia Atreides son "pre-nacidos"; es decir, que sus conciencias se despertaron antes de nacer, siendo apenas embriones, y ya entonces tenían almacenadas en sus mentes las memorias de millones de personas diferentes ya muertas, como sí las almas de esas personas vivieran dentro de ellos. Por eso su personalidad ya era la de adultos antes de nacer.
A pesar de pensar y sentir como personas maduras con una experiencia de miles de años (lo que los convertiría en la práctica en las personas más ancianas del Universo) los gemelos están atrapados en sus cuerpos infantiles, por lo que necesitaron de los cuidados de otras personas mayores igual que los niños normales. Aunque Irulan sabe que no son niños normales, se empeña en verlos y tratarlos como tales; y termina amándolos como sí realmente fueran sus hijos. El amor maternal de Irulan es sincero y saca lo mejor de ella.
Por su parte los gemelos, aunque no conocieron físicamente a sus padres, es como sí lo hubieran hecho; ya que por las memorias de ellos que viven dentro de sus propias mentes, y por las memorias de otras personas muertas que los conocieron en vida, los gemelos conocen a sus padres mejor que cualquier otro hijo ha conocido a los suyos. Por esa razón, al tener a sus padres con ellos de alguna manera, Leto y Ghanima no pueden ver a Irulan como otros niños en sus mismas circunstancias hubieran visto a la mujer que fue padre y madre para ellos. Además que por su madurez prematura, los gemelos ven a Irulan como sí tuviera la misma edad de ellos o incluso como sí fuera más joven e inmadura que ellos.
Sin embargo, los niños la quieren a su manera; reconociendo el amor y los cuidados que ella les brindo desde la cuna. Sobre todo Ghanima parece haber desarrollado a pesar de todo una fuerte relación madre-hija con Irulan; porque en el fondo la extraña niña-mujer que es Ghanima necesita del amor y calor maternales que le ofrece Irulan. Para ella Irulan es una madre de carne y hueso a la que puede abrazar y con la que puede discutir asuntos de máxima gravedad; mientras su verdadera madre, Chani, solo es un espectro en su mente. Aunque es cierto que Ghanima es una "hija" rebelde, malcriada e irrespetuosa que desafía a Irulan y desoye sus consejos; pero que termina ablandándose al comprobar que Irulan estaría dispuesta a morir por ella y ante el trato dulce y cariñoso que le da la Princesa. Para Irulan ella es su "Ghani", su niña pequeña. 
En la novela no existen oportunidades de ver a Irulan con Leto, pero es posible presumir que Leto sentía por la Princesa algo parecido a su hermana; y definitivamente Irulan deja claro que los ama a los dos por igual, como le dice a Ghanima luego de la supuesta muerte de Leto.
Por ese amor a sus hijos adoptivos, Irulan rompe con la Bene Gesserit y se pone en su contra; también se pone de parte de los Atreides contra su propia familia de sangre, los Corrino. Así que Irulan termina siendo una traidora para la hermandad Bene Gesserit y la familia Corrino. Incluso la Princesa se convierte en una de las principales consejeras políticas de su cuñada, Alia Atreides, que gobierna como Regente Imperial en representación de Leto hasta que este sea legalmente mayor de edad y pueda asumir la corona; eso a pesar de las diferencias personales que tuvieron en el pasado las dos mujeres, pero que lograron superar.
Cuando la madre de Paul, Jessica Atreides regresa a Arrakis de forma inesperada; Irulan sospecha (alentada por Alia) que Jessica ha vuelto a unirse a la Bene Gesserit y que planea asesinar a sus propios nietos sí descubre que se han convertido en la temida "abominación" (lo cual no era del todo falso). Por eso Irulan se pone de parte de Alia contra Jessica en el tenso enfrentamiento que libran madre e hija. 
Pero el modesto e incompleto dominio que Irulan tiene de las artes de una "bruja" Bene Gesserit no le permite darse cuenta de que la que sí se ha convertido en una Abominación es Alia; poseída por la diabólica memoria del barón Vladimir Harkonnen. Por eso Irulan no sospecha que Alia planea destruir a su propia familia, incluyendo a Leto y Ghanima; y arrasar el Imperio.
Por otro lado, Irulan debe enfrentarse a su propia hermana, la princesa Wensicia Corrino. Wensicia se ha convertido en la regente de la Casa Corrino después de la muerte del exemperador Shaddam, hasta que el único hijo varón de la ambiciosa Wensicia, el Príncipe Farad'n Corrino cumpla la mayoría de edad y pueda asumir el puesto de jefe de la dinastía. Wensicia planea matar a Leto y Ghanima y causar una rebelión contra Alia para recuperar el trono y convertir a su hijo en emperador.
Cuando Leto supuestamente es asesinado y se descubre que Wensicia está detrás, Irulan le dice a Ghanima que sí pudiera aliviar su dolor asesinando al hijo de Wensicia lo haría sin pensarlo; a pesar de que Farad`n es su propio sobrino. Sin embargo, Irulan se opone enérgicamente al plan tramado por Alia y Ghanima para atraer a Farad`n a Arrakis con la promesa de casarlo con Ghanima y convertirlo en heredero imperial, para que después Ghanima lo asesine con sus propias manos.
Irulan no lo hace por su sobrino, sino porque sabe que las Grandes Casas se rebelarían indignadas y en la guerra que vendría a continuación todo el Imperio sería destruido; y Ghanima podría perder la vida. Por eso Irulan propone planes alternativos, como que el asesinato de Farad`n sea disfrazado como un accidente o que los Atreides declaren el "kanly" (la venganza ritual por el honor mancillado) contra los Corrino, y que los combatan en una guerra abierta. El hecho de que Irulan esté dispuesta a matar a su sobrino (solo que ocultándolo como un accidente) o que proponga declarar la guerra a su familia de sangre, demuestra que el amor por sus hijos adoptivos la ha convertido en la práctica en una Atreides. Pero las ideas de Irulan son desechadas por la colérica Ghanima (que solo desea vengar a su hermano al estilo fremen) y por Alia (que desea la perdición de su sobrina y la destrucción del Imperio de su familia). 
Cuando los acontecimientos se precipitan y finalmente Irulan admite la maldad de las acciones de Alia; ella tiene que huir junto a Ghanima y un grupo de rebeldes fremen opuestos a la dictadura de Alia. El grupo de rebeldes están capitaneados por el fiel Stilgar (tío de Chani y antiguo ministro de Estado principal de Paul y de la propia Alia). El grupo de fugitivos es perseguido sin descanso por el desierto de Arrakis por el Ejército imperial de Alia (formado también por fremen) y cazarrecompensas.
Cuando las fuerzas de Stilgar quedan reducidas a una partida guerrillera, Irulan sigue con ellos protegiendo a Ghanima; hasta que caen en una trampa. Ghanima es secuestrada por los esbirros de Alia y Stilgar e Irulan son hechos prisioneros. 
Irulan y Stilgar son llevados a las mazmorras del Templo Principal de la religión oficial administrada por Alia; la poseída hermana de Paul duda sí matar a Irulan o dejarla vivir para usarla más adelante en sus siniestros planes.
Pero la Princesa no pasaría mucho tiempo en prisión. Cuando Alia es derrotada por Leto (que seguía con vida) y se suicida, Leto asciende al trono de forma prematura y ordena que Irulan y Stilgar sean liberados de la cárcel.
Después de tomar el poder, Leto contrae matrimonio con su propia hermana Ghanima; sin embargo, el matrimonio es solo una farsa o formalidad ya que debido al proceso de transformación o mutación que Leto se ha provocado a sí mismo, él ha perdido los órganos genitales y por lo tanto jamás podrá tener relaciones sexuales ni procrear por medios artificiales. Por esta razón Leto y Ghanima le proponen a Farad`n, el sobrino de Irulan, un acuerdo; Farad`n se convertiría en el concubino secreto de Ghanima y los hijos que engendre con ella serían formalmente hijos de Leto y continuarían la dinastía imperial de los Atreides. De esta manera la paz se hace entre los Atreides y los Corrino, y la sangre de la familia de Irulan por fin se mezcla con la de la familia de Paul.

## Los últimos años de la princesa desafortunada
La novela "Hijos de Dune" termina con el ascenso al trono de Leto y el momento en que él y Ghanima pactan su acuerdo con Farad`n Corrino. Sería la última novela de la saga original de Dune en que el personaje de Irulan aparece, ya que entre la acción de esta novela y la acción de la siguiente (Dios Emperador de Dune) transcurren nada menos que 3.000 años.
Sin embargo, por otras fuentes oficiales asociadas a la saga literaria original, se sabe cuál fue el destino de Irulan.
Luego de ser liberada de la cárcel y de que su hijo adoptivo Leto se convirtiera en el nuevo emperador del Universo Conocido, Irulan paso el resto de su vida dedicada a su oficio como historiadora escribiendo decenas y posiblemente centenares de libros sobre los acontecimientos históricos que le tocó vivir en primera persona. La mayoría de sus libros estaban enfocados en la figura de su difunto esposo legal, Paul Atreides, y el proceso histórico de la caída del Imperio Corrino y la transformación radical que Paul causó en la Humanidad.
Aunque no es descaradamente parcial o aduladora, y es relativamente objetiva; Irulan se muestra en sus libros más o menos favorable a Paul y su legado. Sus libros son una fuente muy valiosa para conocer el pensamiento y la filosofía de Paul, ya que Irulan recoge sus palabras cargadas de pensamientos profundos y ella misma reflexiona acerca de su significado con su inteligencia y talento para observar y analizar.
Es posible presumir que Irulan pudo haber ayudado a Ghanima a criar y educar a los hijos que ella tuvo con Farad`n (y que legalmente eran hijos de Leto); unos niños que eran sus sobrinos-nietos de sangre y sus "nietos adoptivos". Quizás hasta le haya dado tiempo de conocer a los nietos de Ghanima.
Paradójicamente Irulan, que había soñado con ser la madre de una nueva dinastía formada por la unión de su sangre Corrino con la sangre Atreides de Paul, terminó viendo hecho realidad ese sueño pero a medias y no de la manera que ella había deseado. Las futuras generaciones Atreides serían a medias Corrino, aunque nadie fuera del círculo íntimo del Emperador Leto sabía la verdad; y aunque los nietos de Paul eran también nietos de Irulan, lo eran por "adopción" y sentimiento, y no porque el hombre que amó la hubiera hecho madre como ella había deseado. Aun así, tal vez Irulan haya alcanzado la paz y la dicha al final de sus días; desempeñando un papel parecido al de una "Reina Madre".
Irulan muere en el año 10248 A.G., con más de ochenta años de edad (una edad temprana, si consideramos que en su civilización generalmente la vida se prolonga hasta mucho después de los cien años gracias a la Melange y sobre todo entre el linaje de los Corrino, con fama de longevos).

## El papel de Irulan como cronista de la epopeya de Dune
Las tres primeras novelas de la saga original de Dune, están llenas de referencias a los libros ficticios escritos por Irulan; es muy común que los capítulos de las novelas comiencen con citas a veces extensas de fragmentos de los libros de historia escritos por Irulan sobre Paul Atreides, la familia Atreides, las guerras de Paul o sobre el propio padre de Irulan, Shaddam IV. Incluso la primera novela comienza precisamente con una cita de un libro de introducción a la historia de Muad'Dib (Paul) escrito por Irulan; así que las palabras "escritas" por la princesa son lo primero que leemos de la saga.
Estas "citas" están a menudo cargadas de reflexiones filosóficas de Paul sobre la Humanidad y sus conflictos, o reflexiones de la propia Irulan sobre la figura de Paul y sus enseñanzas.
De esta manera Irulan se convierte como en la cronista oficial de los eventos, y se le ve casi como sí fuera el personaje que relata la historia; aunque las novelas están relatadas por Frank Herbert en tercera persona y no como sí fuera Irulan quien las narrara en primera persona. Esta función fue destacada en la adaptación para el cine donde Irulan abre la película como narradora.
A veces las citas en las novelas no son de libros de Irulan, sino de conferencias dictadas por ella en su labor de historiadora y analista política; como una cita sobre una conferencia dictada por Irulan en la Universidad de la Guerra de Arrakis (presumiblemente un instituto para formar a los oficiales fremen del Ejército de Paul y su régimen).
En el Universo de Dune el papel de Irulan es muy importante debido a esta función suya como historiadora oficial del régimen Atreides; ya que sus libros sobre Paul servirían para aumentar y fortalecer el mito del Emperador y difundir su ideología política. Pero además, como en la religión creada por los fremen e impuesta a la fuerza por los Atreides a toda la Humanidad, Paul-Muad'Dib es el Dios supremo y único (y luego lo sería su hijo Leto II); los libros de Irulan serían vistos por los creyentes casi como si fueran los Evangelios para los cristianos. Con la diferencia de que al contrario de los evangelistas, Irulan no es una devota de la religión y no cree que Paul sea un Dios; así que ella lo ve con ojos de historiadora (aunque al recoger sus hechos y palabras contribuya de todas maneras a fomentar el fervor religioso en torno a su persona).

## La virginidad de Irulan
Aunque no se dice expresamente, de la lectura de las novelas se deduce que la princesa Irulan nunca perdió la virginidad.
En principio, por ser ella la heredera imperial que al casarse con un hombre convertiría a su marido en el heredero de la Corona y ella debía ser la consorte que engendraría a la nueva dinastía real; Irulan debía guardar su virginidad para el príncipe de una de las Grandes Casas que finalmente fuera escogido para casarse con ella. Era una obligación política delicada y de máxima importancia.
Por eso, al casarse con Paul, Irulan debía ser virgen; pero como él se negó a tocarla y nunca tuvo relaciones sexuales con ella, la princesa continuó siendo casta. Como Irulan rechazó la oferta de Paul de buscar el amor en otros brazos y se negó a tener amantes, se supone que la princesa mantuvo su virginidad durante toda su unión con el Atreides.
Luego de la desaparición de Paul en el desierto, Irulan sufrió una fuerte depresión y lloró como una verdadera viuda inconsolable; fue entonces cuando hizo su juramento de criar a los hijos de Paul y Chani como si fueran suyos. Debido a ese profundo y desesperado amor que sentía por Paul, Irulan se mantuvo fiel a la memoria del hombre que había sido su esposo legal pero no su marido en la práctica; el hombre que le había legado solo el apellido y unos hijos que en realidad no eran suyos, pero que ella amó como propios.
Fiel a los recuerdos del amado y consagrada exclusivamente a sus rebeldes hijos, Irulan aparentemente no buscó nunca el amor en otros hombres; y en otra diferencia importante con sus "hermanas" Bene Gesserit, la Princesa no veía el sexo como un arma o como algo que debía estar obligatoriamente separado del amor (al que temían las Bene Gesserit). Así que lo más posible es que Irulan haya muerto siendo virgen.

## Controversia sobre la edad
En la saga original de Dune, Frank Herbert no incluyó de forma expresa datos sobre la fecha de nacimiento de Irulan y sobre su edad exacta; sin embargo, de la lectura de la obra uno puede llegar a pensar que entre ella y Paul no había mucha diferencia de edad.
Pero después de la muerte de Herbert, su hijo Brian Herbert y otro escritor llamado Kevin J. Anderson escribieron una nueva saga que es una precuela a los acontecimientos de Dune. En ella se establece que Irulan es catorce años mayor que Paul, lo que sorprende a muchos lectores; y es una afirmación algo controversial (aunque menor comparada con otras controversias desatadas por esta precuela).

## Diferencias del personaje de Irulan en la película y las series de TV
Con relación a la película "Dune" de 1984 no existe casi diferencias en el personaje de Irulan con relación a la saga literaria, ya que la película está basada exclusivamente en la primera novela y por eso Irulan apenas sale en la cinta. La única nota importante la pone el hecho de que en la escena final Paul no menciona nada de su boda con Irulan, y al no exigir casarse con ella los espectadores que no hayan leído la saga no tienen una noción de la importancia del personaje.
Con relación a las series de televisión sí existen diferencias importantes. En Dune (serie) del 2000 basada en la primera novela se introducen cambios en el argumento para darle un mayor peso al personaje. 
La primera diferencia importante es que Irulan y Paul se conocen mucho antes de lo que se conocen en la novela; antes de poner en marcha su plan para asesinar al padre de Paul, el Emperador Shaddam envía a su hija Irulan como embajadora a realizar una visita oficial a la Casa Atreides y es entonces cuando Paul e Irulan se conocen. Como entonces Paul todavía no tenía razones para odiar al padre de Irulan, este primer encuentro entre ellos es muy distinto a como fue en la novela; de hecho, entre ellos hay cierta química sexual y surge un "chispazo". De esta manera se introduce la interesante hipótesis de que sí el padre de Irulan no hubiera asesinado al de Paul, obligándolo a buscar venganza, quizás Irulan y Paul se hubieran enamorado; algo reforzado por el hecho de que sí no se hubiera visto forzado a huir al desierto y encontrar refugio entre los fremen, Paul no hubiera conocido a Chani.
Otra diferencia es que Irulan tiene un papel más activo en la acción; ella engaña a Feyd Rautha, el inmoral sobrino del Barón Vladimir Harkonnen, para sacarle información valiosa. Para ello la Princesa lo seduce, pero en el último momento no llega a tener relaciones sexuales con él y le entrega a otra mujer seductora para que pueda saciar con esa el deseo que ella le había despertado; de esta manera conserva su virginidad. Sin embargo, en la versión de DVD de la región 1 (la versión norteamericana) de la serie, esta escena es cortada torpemente dejando pensar que la Princesa tuvo sexo con él.
Hay otras diferencias que colocan a la Princesa como un personaje mucho más astuto y más hábil en sus dotes de Bene Gesserit. 
En la siguiente miniserie de televisión, Hijos de Dune (miniserie), del 2003 (basada en las novelas El Mesías de Dune e Hijos de Dune); las diferencias son mayores.
En esta versión de televisión Irulan no tiene un papel destacado en la conspiración contra Paul que aparece en la novela de El Mesías de Dune; sino que es su hermana Wensicia la que desempeña en la conspiración el papel que en la novela desempeñó Irulan (en las novelas Wensicia no aparece sino hasta la novela Hijos de Dune). En la serie Irulan parece desempeñar un papel menor en la conspiración, limitándose a envenenar a Chani con los anticonceptivos para que no tenga hijos; incluso Irulan parece ignorar que la conspiración como tal existe y que su objetivo es destruir a Paul (del que ya está enamorada).
Hay otras diferencias, como que Chani es la que "autoriza" a Irulan a tener amantes y no Paul directamente; y que Chani llega a amenazar a Irulan con su arma, mientras en la novela no tiene tiempo de llegar a hacerlo porque Paul habla con ella antes. Pero la gran diferencia es en la relación entre Paul e Irulan; simbolizada en la escena en que Paul se despide de ella para siempre.
En una intensa escena, Paul reconoce que ha sido cruel con Irulan y en cierto modo busca su perdón, a la vez que él la perdona a ella; y luego Paul le da a Irulan un beso en la boca. Es un triste, apasionado y conmovedor beso con el que Paul pretende hacer la paz entre ellos antes de partir para siempre; un gesto desgarrador que simboliza la tragedia de Irulan y su importancia en la historia.
En la parte de la miniserie que retrata la novela Hijos de Dune también hay significativas diferencias; en la versión televisiva los hijos de Paul ya son adolescentes casi mayores de edad, y no niños de nueve años como en la novela. En la miniserie los gemelos no son rebeldes, malcriados e irrespetuosos con Irulan; por el contrario, son afectuosos y simpáticos con ella. Sobre todo Ghanima es cariñosa y hasta dulce con Irulan; aunque los gemelos, como adolescentes temerarios e irresponsables, no dudan en hacer a Irulan víctima de sus aventuras y de sus bromas pesadas, aunque la maten de miedo. La relación entre ellos es como la de una madre joven con dos hijos adolescentes "locos" y aventureros.
Hay diferencias en el argumento: la relación de Irulan con la madre de Paul, Jessica, llega a ser buena (algo que nunca vemos en las novelas); en cambio, en la serie Irulan nunca llega a llevarse bien con Alia y se supone que mantuvieron su relación de enemigas durante años (a diferencia de las novelas donde fueron aliadas y colaboradoras un tiempo antes de volver a enemistarse); en la serie Irulan sospecha del atentado de Wensicia contra los gemelos antes de producirse (en la novela nunca lo vio venir); en la versión televisiva Irulan es la que toma la iniciativa de huir con los gemelos (de común acuerdo con Jessica) y pedir refugio a Stilgar, mientras en la novela es Stilgar quien toma la decisión ante lo inevitable; en la serie Irulan vuelve a Palacio protegida por un acuerdo entre Stilgar y Alia, por lo que nunca llega a estar prisionera de Alia ni a participar en la rebelión de Stilgar, y así puede ser testigo del duelo final entre Alia y Leto. 
Por todas estas diferencias y más, Irulan tiene un papel más protagónico en las series de televisión que en los libros; e incluso llega a eclipsar a Chani y a ser más popular que ella entre muchos fanes.
El personaje de Irulan fue interpretado en la película de 1984 por Virginia Madsen y en las miniseries de televisión del 2000 y 2003 por Julie Cox.

## Referencia bibliográfica
- Dune, Frank Herbert, 1965. Plaza & Janés Editores, S.A. 1995. Ediciones de Bolsillo Tercera edición: mayo de 2001 ISBN 84-8450-408-5

- El Mesías de Dune, Frank Herbert, 1969. Plaza & Janés Editores, S.A. 1995. Ediciones de Bolsillo Segunda edición: marzo de 2001 ISBN 84-8450-045-4

- Hijos de Dune, Frank Herbert, 1976. Plaza & Janés Editores, S.A. 1995. Ediciones de Bolsillo Primera edición: abril de 2001 ISBN 84-8450-603-7